# Phyllis Sellick
Phyllis Doreen Sellick (* 16. Juni 1911 in Ilford, Essex; † 26. Mai 2007 in Kingston upon Thames, Surrey) war eine englische Pianistin und Musikpädagogin.

## Leben
Sellick erhielt fünfjährig den ersten Klavierunterricht. Vier Jahre später gewann sie einen Wettbewerb des Daily Mirror für junge Musiker. Sie hatte zwei Jahre privaten Unterricht bei Cuthbert Whitemore und studierte von 1925 bis 1927 an der Royal Academy of Music in London, danach am Conservatoire de Paris bei Isidore Philipp.
Sie arbeitete zunächst als Klavierbegleiterin beim Ballettunterricht und gab Anfang der 1930er Jahre ihre ersten Konzerte. 1937 heiratete sie den Pianisten Cyril Smith, mit dem sie, auf Anregung von Sir Henry Wood, erstmals bei den Proms 1941 in der Royal Albert Hall auftrat.
Zu Seliks Repertoire zählte die klassische und romantische Klavierliteratur und auf Grund ihres Studiums in Paris (wo sie auch Maurice Ravel kennengelernt hatte) die französische Musik. Daneben spielte sie auch Werke zeitgenössischer englischer Komponisten wie Lennox Berkeley, Arthur Bliss, Alan Rawsthorne, Gordon Jacob und Malcolm Arnold. Sie war befreundet mit Ralph Vaughan Williams, spielte die Uraufführung der Ersten Klaviersonate von Michael Tippett, die ihr seine Fantasia on a Theme of Handel widmete und nahm mit William Walton dessen Symphonie Concertante auf Platte auf.
1956 verlor Smith infolge eines Schlaganfalles den Gebrauch der linken Hand. 1957 traten Selik und Smith erstmals bei der BBC als dreihändiges Klavierduo an zwei Klavieren auf. In den Folgejahren schrieben Gordon Jacob und Malcolm Arnold Werke für das Duo: Malcolms Concerto For Phyllis And Cyril wurde mit großem Erfolg bei dem Proms 1969 uraufgeführt. Berkeley adaptierte sein für sie komponiertes Konzert für Klavier zu vier Händen auf die dreihändige Besetzung, ebenso bearbeitete Bliss sein Konzert für zwei Klaviere. Insgesamt wurden zwanzig große und mehr als einhundert kleinere Werke für das dreihändige Duo bearbeitet. Wenige Monate vor Smith’ Tod 1974 nahmen er und Sellik César Francks Präludium, Choral und Fuge auf.
Nach dem Tode Smith’ arbeitete Sellick mit dem Pianisten Terence Beckles zusammen, konzentrierte sich aber vorwiegend auf ihre Lehrtätigkeit am Royal College of Music, wo sie seit 1964 Professorin für Klavier war. Sie unterrichtete hier – trotz zunehmender Erblindung und obwohl sie nach einer Fraktur die linke Hand nicht mehr gebrauchen konnte – bis zu einem Schlaganfall ein Jahr vor ihrem Tode.